# Blacklist og whitelist
En blacklist eller sortliste er en liste over uønskede elementer, i modsætning til en whitelist eller hvidliste som indeholder ønskede elementer. Derimellem kan sagtens findes mange elementer som hverken er decideret uønskede eller ønskede.
Både blackliste og whiteliste er et udtryk for anglificering af det danske sprog; blackliste kom ind i det danske sprog i 1962.